# Антропология технологий
Антропология технологии (техники) (англ. anthropology of technology) — междисциплинарная область знаний, существующая на стыке социальной антропологии, философии, истории, исследований технологий, в центре которой оказывается исследование влияния технологий на человека и социальные отношения. Наиболее близки к нему философия техники и исследования науки и технологий.

## История изучения
Несмотря на тотальный детерминизм технологий в европейском обществе, до недавнего времени их изучением социальные антропологи занимались крайне мало. Со времен Бронислава Малиновского. и Альфреда Крёбера изучение артефактов было отдано на откуп музеям и считалось недостойным внимания антропологов.
Интерес к технологиям в социальной науке появляется в восьмидесятые годы двадцатого века и связан с работами «Social Shaping of Technology» (MacKenzie and Wajcman, 1985) и «Social Construction of Technological Systems» (Bijker, Hughes and Pinch, 1987). Для обозначения этого нового веяния в социальной науке Стив Вулгар (английская статья о Стиве Вулгаре) вводит термин turn to technology (технологический поворот). Впоследствии из этих исследований вырастают философия техники, исследования науки и технологий, антропология техники.
Основателем антропологии техники можно назвать Брайана Пфаффенбергера.

## Подход Брайана Пфаффенбергера
В своих работах «Technological Dramas» и «Social Anthropology of Technology» Пфаффенбаргер противопоставляет стандартный взгляд на технологии (standart view on technology) антропологическому и критикует первый.

### Стандартный взгляд на технологии (модернистский подход)
Технология появляется как отклик человечества на определенную потребность и, соответственно, однозначна и сугубо функциональна. Конечная цель технологий — повышение эффективности труда и, как следствие, продолжительности и качества жизни потребителей.
Набор потребностей ограничен и универсален, следовательно, можно разработать оптимальные приспособления для решения любой задачи. Такое оптимальное приспособление с необходимостью будет принято обществом.

### Антропологическая критика стандартного взгляда на технологии
Наличие у любого общества фиксированного набора потребностей не очевидно, и отделить «обязательные» потребности от «необязательных» не представляется возможным. В разных обществах появляются технические решения для разных задач, в других же областях развития не происходит. Например, огнеземельцы, несмотря на сильные морозы, обходятся без одежды. Соответственно, даже такую, казалось бы, первичную потребность как защита от холода нельзя считать универсальной.
Не очевидна и принципиальная возможность создания единственно верного «идеального» артефакта для решения определенной задачи. Нет и одно-однозначного соответствия «одна потребность — один артефакт». Для решения одних и тех же задач в разных культурах, в зависимости от условий окружающей среды, появляются разные технические приспособления. Так, колесо, считающееся сейчас одним из ключевых изобретений человечества, первоначально на Ближнем востоке использовалось для ритуальных действий, затем в военных целях, и только впоследствии стало применяться в транспортных средствах. В Центральной Америке же колесо так и не появилось из-за особенностей ландшафта и дефицита тягловых животных. Даже на Ближнем востоке, где первоначально было изобретено колесо, оно вскоре потеряло популярность и было заменено верблюдами.
Из сказанного выше вытекает, что неправильно говорить о технологическом развитии как об изолированном линейном процессе, движущемся от более простого к более сложному. Важен сам факт появления у человека запроса на технологии и их поиска, а не конкретные реализации.
Развитие технологий влияет на другие сферы жизни общества: экономическую, социальную, политическую, правовую. Эффективной становится только технология, учитывающая возможное влияние на общественные отношения. Так, эффективной технологией можно признать электрическое освещение . Внедряя его, Томас Эдисон вдумчиво подошел к формированию его цены и установил стоимость, сопоставимую со стоимостью других источников энергии (экономическая сфера), заручился поддержкой видных политиков (политическая сфера), постарался оптимизировать стоимость передачи энергии (техническая сфера) и подобрал нить накала, имеющую достаточное сопротивление (научная сфера). Только внимание ко всем аспектам социальной жизни обеспечило его технологии успех. В противном случае она могла и не прижиться.
При таком подходе термин «технология» оказывается двусмысленным. С одной стороны, в узком (и общепонятном) смысле оно обозначает сумму материальных ресурсов, средств и навыков, используемых при производстве материальных артефактов, в широком, антропологическом — совокупность всех сфер жизни, на которые влияет данная технология. Для разграничения двух значений Пфаффенбергер вводит два термина: technique (техника) и sociotechnical system (социотехническая система). Technique обозначает технологию в узком смысле, sociotechnical system -в широком.
Антропологические исследования показывают, что технологии сами становятся акторами социальной жизни, начиная участвовать, например, в распределении ресурсов. Так, Лэнгдон Виннер в статье «Do artifacts have politics?». рассказывает о необычно низких мостах на Лонг-Айлэнде. Под ними могут проехать только легковые машины, но не автобусы. Таким образом, представителям низших социальных слоев доступ к фэшенебельным районам оказывается закрыт.